# Gotthilf Fischer

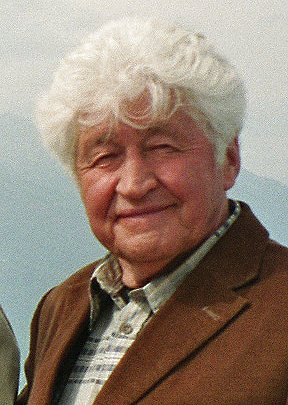
Gotthilf Fischer (2006)

Gerhard Albert Gotthilf Fischer (* 11. Februar 1928 in Plochingen; † 11. Dezember 2020 in Weinstadt) war ein deutscher Chorleiter, der durch die von ihm gegründeten Fischer-Chöre bekannt wurde.

## Leben
Fischer war der Sohn eines Zimmerermeisters, der in seiner Freizeit viel musizierte. So kam jener früh mit Musik in Kontakt. Nach dem Besuch der Volksschule in seinem Heimatort Deizisau besuchte Fischer von 1942 bis 1945 die Lehrerbildungsanstalt in Esslingen.
Nach dem Ende des Zweiten Weltkriegs wurde Fischer Leiter des Concordia-Gesangsvereins in Deizisau.
Im Jahr 1949 gewann sein Chor unter seiner Leitung beim großen Schwäbischen Sängerfest in Göppingen die Wettbewerbe in Volks- und Kunstgesang. Durch diesen Erfolg gelangte er zu erster lokaler Bekanntheit. In der Folge sammelten sich weitere Gesangsvereine unter seiner Leitung. Diese Teilchöre bilden die sogenannten Fischer-Chöre.
Neben seinen musikalischen Erfolgen hatte der Autodidakt Fischer, der niemals eine formale musikalische Ausbildung durchlaufen hatte, auch stetigen wirtschaftlichen Erfolg. Fischer verstand es gut, sich in Szene zu setzen; einer der Höhepunkte seiner Laufbahn war der Auftritt der Fischer-Chöre mit weit über 1000 Sängern beim Abschluss der Fußball-Weltmeisterschaft 1974. Welttourneen führten nach Rom oder in die USA zu Präsident Carter.
Sein schwäbischer Landsmann Wolle Kriwanek karikierte 1981 die Geschäftstüchtigkeit Fischers im Lied Wir singen für Millionen. 1983 wurde Fischer in der Sendung Verstehen Sie Spaß? von einer Doppelgängerin der Queen hereingelegt. 1996 war er in der WDR-Fernsehsendung Zimmer frei! zu Gast.
Obwohl er eher dem volkstümlichen Schlager zuzuordnen war, trat Fischer als 72-Jähriger im Jahr 2000 bei der Berliner Loveparade auf. Im Frühjahr 2001 hatte er einen Gastauftritt in der dritten Staffel der Reality-Show Big Brother.
Gotthilf Fischer war Initiator und Moderator der ARD-Fernsehreihe Straße der Lieder, die am 16. Februar 2008 nach 12-jähriger Laufzeit eingestellt wurde.
Am 6. Mai 2008 war Fischer in der Sendung Bully sucht die starken Männer zu sehen, der Castingshow zur Neuverfilmung der Kinderserie Wickie und die starken Männer. Dort schulte er die vier Bewerber, die für die Rolle des „Ulme“ kandidierten, im Gesang.
Fischer lebte in Weinstadt in der Nähe Stuttgarts. Am 26. Dezember 2008 starb seine Frau Hildegard im Alter von 89 Jahren nach langer Krankheit an den Folgen eines Schlaganfalls. Das Paar war seit 1949 verheiratet und hatte zwei gemeinsame Kinder.
Gotthilf Fischer starb am 11. Dezember 2020 im Alter von 92 Jahren in Weinstadt. Seine letzte Ruhestätte fand er im Grab neben seiner Ehefrau auf dem Friedhof Weinstadt Ortsteil Beutelsbach.

## Würdigungen
Zahlreiche seiner Schallplattenverkäufe wurden im Laufe der Jahre mit Goldenen Schallplatten belohnt. Der Chorleiter erhielt ferner unter anderem 1974 die Hermann-Löns-Medaille und den Goldenen Globus, 1975 einen Ehrenlöwen von Radio Luxemburg, das goldene Mikrophon und die erste goldene Schallplatte. 1977 bekam er das Bundesverdienstkreuz am Bande und 1982 für besondere Verdienste um das deutsche Volkslied das Bundesverdienstkreuz I. Klasse. 1993 erhielt Gotthilf Fischer überdies die Verdienstmedaille des Landes Baden-Württemberg. 1998 ernannte ihn die deutsche Klavier-Industrie zum Klavierspieler des Jahres, obwohl Fischer niemals eine längere oder kompetente Klavierausbildung bekommen hatte oder als Pianist durch Einspielungen oder Auftritte in Erscheinung getreten ist. Ein kritisches Dokumentarfilm-Porträt widmete ihm 1993 Rudolf Werner mit Friede, Freude, Fischer (Erstsendung am 11. Februar 1993, SWR, 60 Minuten).
Für seinen Einsatz zur Erhaltung des Friedens auf der Welt erhielt Gotthilf Fischer den 1. Weltfriedenspreis 2006 der Internationalen Chorolympiade. Die Auszeichnung wurde ihm am 28. Dezember 2006 in Stuttgart durch Altbundespräsident Walter Scheel, Ehrenpräsident des Forums der Chorolympiade, überreicht. Am 23. Juni 2007 dirigierte er in Leinfelden-Echterdingen das bis dahin größte Gitarrenensemble der Welt mit 1802 Gitarristen, was ihm einen Eintrag ins Guinnessbuch der Rekorde einbrachte. Am 12. Januar 2008 wurde ihm in Chemnitz anlässlich der Fernsehgala des MDR die Krone der Volksmusik 2008 für sein Lebenswerk verliehen. Für seine Einsätze nach dem Amoklauf in Winnenden, wo er mehr als zwölf Mal zugunsten der Stiftung gegen Gewalt an Schulen auftrat, wurde er 2010 von dessen Förderverein zum Ehrenmitglied ernannt. 2011 veröffentlichte der Parragon Verlag eine von Hans Derer verfasste und von Fischer autorisierte Biografie mit CD unter dem Titel „Mein Leben – meine Lieder“. Am 24. Oktober 2017 wurde Gotthilf Fischer für 70 Jahre Tonaufnahmen von seiner Plattenfirma 7us media group in Stuttgart geehrt, bei der er seit 2007 seine Lieder veröffentlichte. Einen Impala-Award in Gold für über 15 Mio. Streams und Downloads seiner Aufnahme Freude schöner Götterfunken, zur Europawahl 2019 auch als European Hymn veröffentlicht, erhielt Gotthilf Fischer aus der Hand von EU-Kommissar Günther H. Oettinger am 24. Juli 2019 in Ludwigsburg.

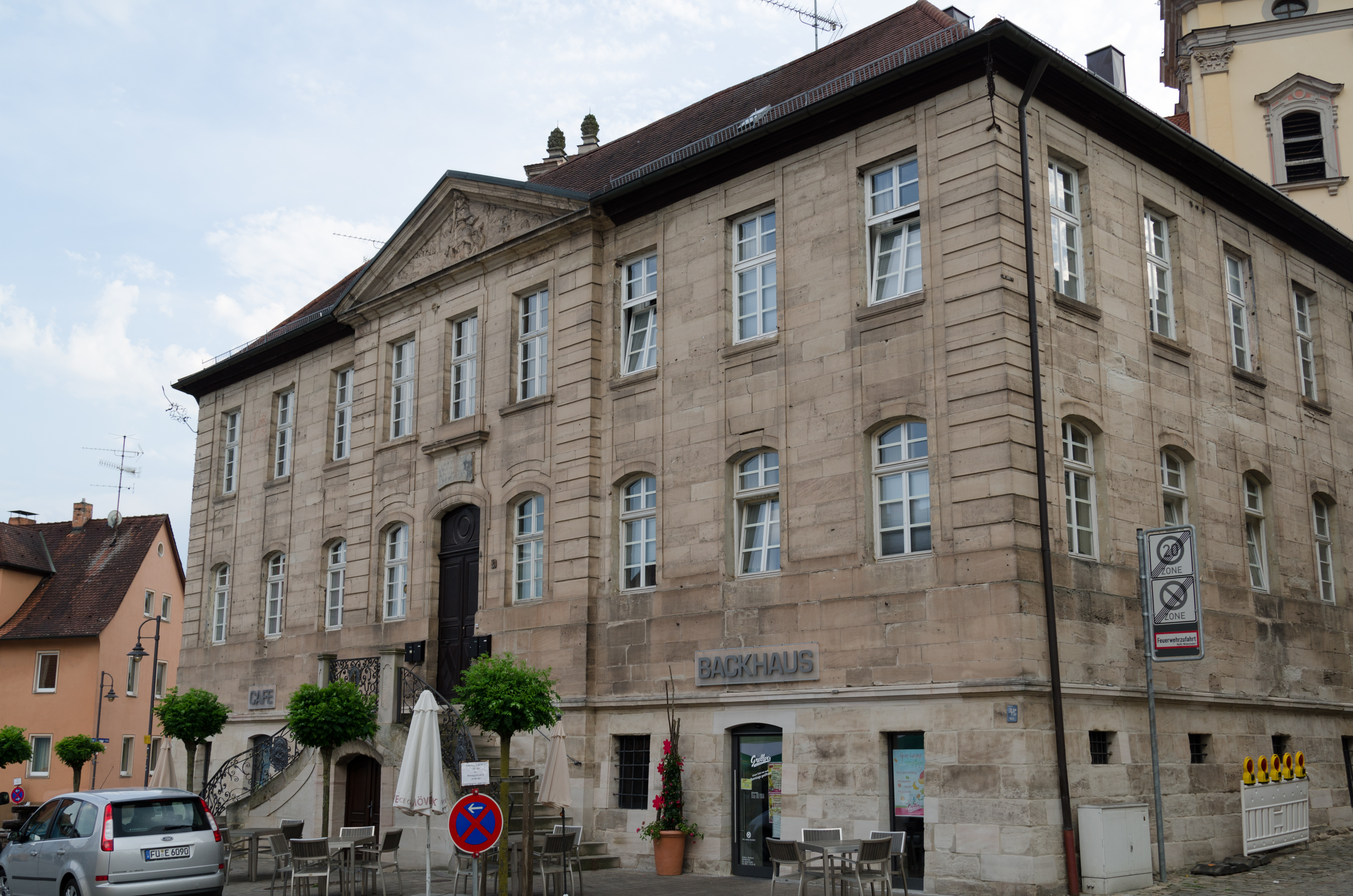
Ritterhaus Wilhermsdorf (2014)

Die Überreichung eines weiteren Impala Sales Awards in Silber (für weitere 5 Millionen Streams, Downloads und physische Verkäufe), geplant für Dezember 2020, erlebte er nicht mehr. Die Auszeichnung wurde posthum am 11. Februar 2021, seinem 93. Geburtstag, an Esther Müller, seine langjährige Managerin übergeben, gleichzeitig zum Erscheinen der Doppel-CD Ein Leben Für Musik, welche laut Müller Gotthilf Fischers beliebteste Lieder enthalten soll.
Im fränkischen Wilhermsdorf, wo er 2014 den Verein Bund zum Erhalt des deutschen Liedguts ins Leben rief, wurde im Oktober 2010 auf Veranlassung des Unternehmers Franz Stegner (Stechert Gruppe) ein Gotthilf-Fischer-Café eröffnet.